# Villa Mandessi Bell
La villa Mandessi Bell située à Douala est une bâtisse construite de 1904 à 1910, par David Mandessi Bell, riche planteur et intendant du roi Rudolf Manga Bell. Cette bâtisse à l'architecture coloniale, s'impose jusqu'ici comme un témoin de l'occupation allemande au Cameroun.

## Histoire

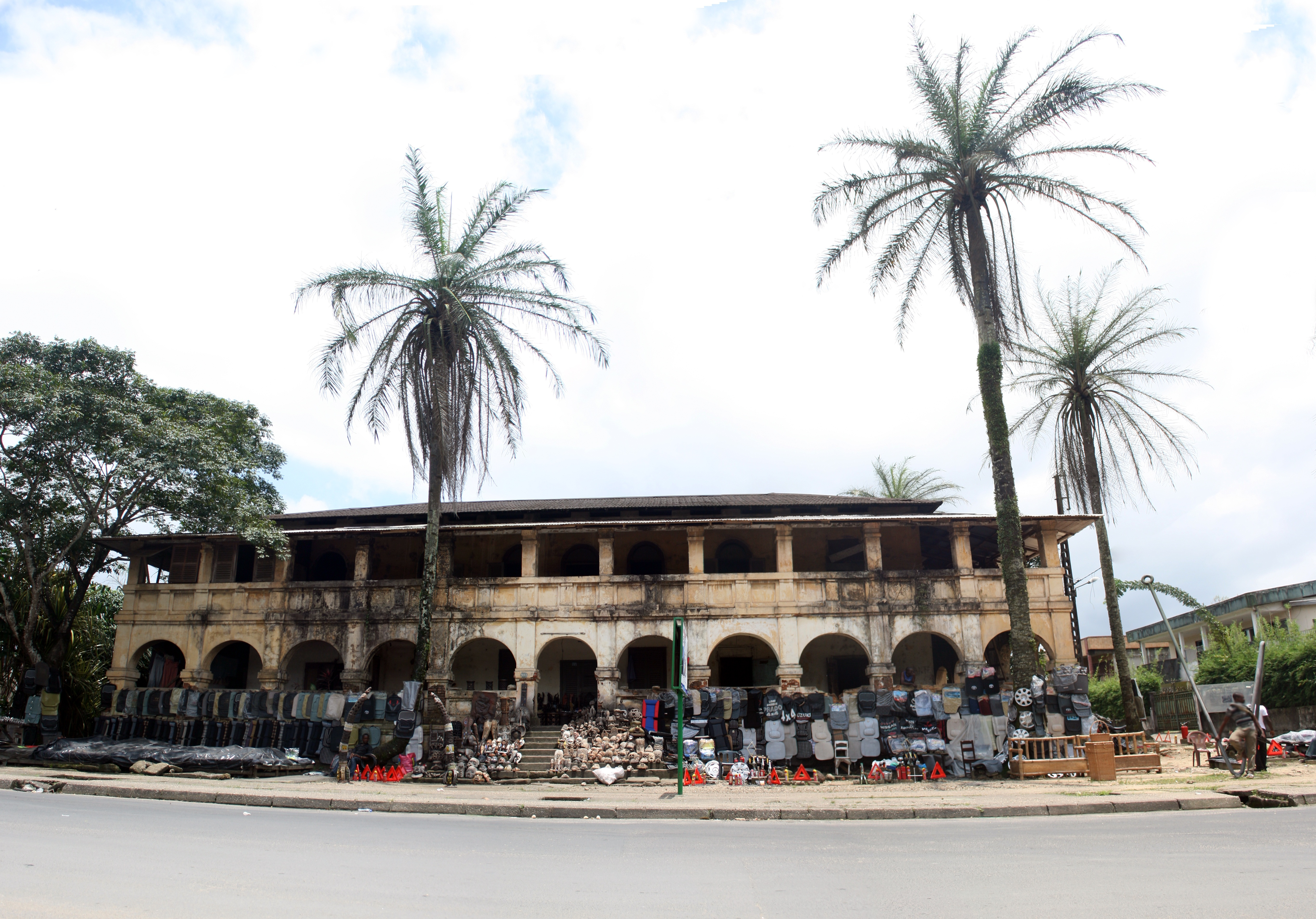
Villa Mandessi Bell Douala

Les peuples de la cote vivaient essentiellement du commerce jouissant de leur position géographique et des retombées de la traite négrière. L'abolition de celle-ci en 1840, obligent la majorité d'entre eux à se tourner vers de nouvelles sources de revenus. À l'instar de Mandessi Bell qui, créa plusieurs plantations dans le Nkam et le Mungo, augmentant ainsi ses revenus. Il construisit donc ce bâtiment qu'il légua à son fils Sam (1911-1978) qui continua à faire prospérer les revenus liés à l'agriculture.

## Architecture

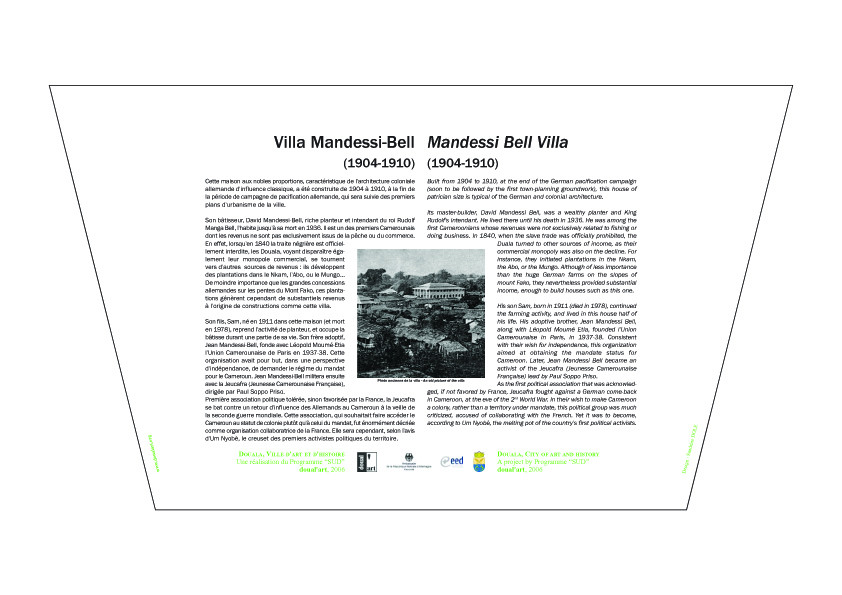
Plus d'information sur la villa

De forme rectangulaire, elle est construite en briques de terre cuite permettant de réguler la température. Son vaste toit en tôle permet l'accès et la canalisation du vent et protège contre les orages et pluies fréquents dans cette zone du littoral soumise à un climat équatorial.
La dimension architecturale de ce bâtiment témoigne de l'envie de Mandessi Bell d'affirmer sa réussite dans les affaires.